# Achtbaan (Mini Mundi)
Achtbaan, ook wel Familie Achtbaan genoemd, is een stalen achtbaan in familiepretpark Mini Mundi, in het Zeeuwse Middelburg. Achtbaan is van het type Family Coaster, model Gravity 80 STD, van de bouwer Zamperla en is geschikt voor kinderen en volwassenen.

## Geschiedenis
De achtbaan werd op 13 mei 2009 geopend tezamen met de opening van het park.

## Beschrijving
De baan heeft een hoogte van 4,5 meter en een lengte van 88 meter. De achtbaantrein is gemaakt om maximaal 12 personen tegelijk te vervoeren. Het voorste voertuig heeft het uiterlijk van een locomotief. Na het verlaten van het station wordt de achtbaantrein opgetakeld met een kettinglift, en gaat het vervolgens via een 180 graden rechtse bocht naar beneden, draait het in een 360 graden helix, en maakt vervolgens nog een u-bocht om terug te komen bij het station en overloopt het parcours nog tweemaal zodat er in totaal 3 rondes worden afgelegd.